# عامية الإنترنت

لول هي إحدى الألفاظ العامية الشائعة الاستخدام في الإنترنت، ولكن يكره البعض استخدامها

عامية الإنترنت (بالإنجليزية: Internet Slang)‏ هي اللغة الدارجة الشائعة بين مستخدمي الإنترنت، وهي في الكثير من الحالات ألفاظ مستحدثة.
عادة ما تنشأ هذه الألفاظ بهدف توفير النقرات على لوحة المفاتيح. والكثير من الناس يستخدم نفس الاختصارات في إرسال الرسائل القصيرة والتراسل الفوري.
وتستخدم الكلمات المجمعة من بوادئها ورموز لوحة المفاتيح عادة كوسائل للاختصار في عامية الإنترنت.
وتتطور اللهجات الجديدة من عامية الإنترنت كميمات لمجموعات اجتماعية مختلفة.
كمثال على عامية الإنترنت، قد تستبدل الحروف بأرقام إذا كانت تشبهها في الشكل. فمثلاً: leet غالباً ما تكتب l33t أو 1337.

## الاستخدام خارج الإنترنت
لقد تعدى استخدام العديد من ألفاظ عامية الإنترنت مجرد الاستخدام في الإنترنت، وأصبح بعض هذه الألفاظ يستخدم في المحادثات اليومية للأشخاص.

## وصلات خارجية
- (بالإنجليزية) FOLDOC — Free On-Line Dictionary of Computing - الكلمات المتعلقة بالمحادثات
- (بالإنجليزية) مترجم عامية الإنترنت
- (بالإنجليزية) اختصارات المحادثة
- (بالإنجليزية) قاموس اختصارات الإنترنت
- (بالإنجليزية) كلمات عامية الإنترنت وعامية الحاسوب
- (بالإنجليزية) اختصارات عامية الإنترنت
- (بالإنجليزية) قاموس أكرونيم الإنترنت
- (بالإنجليزية) قاموس اختصارات الإنترنت
- (بالإنجليزية) القاموس البريطاني لعامية الإنترنت